# Leucania putrescens
Leucania putrescens là một loài bướm đêm trong họ Noctuidae.

## Hình ảnh

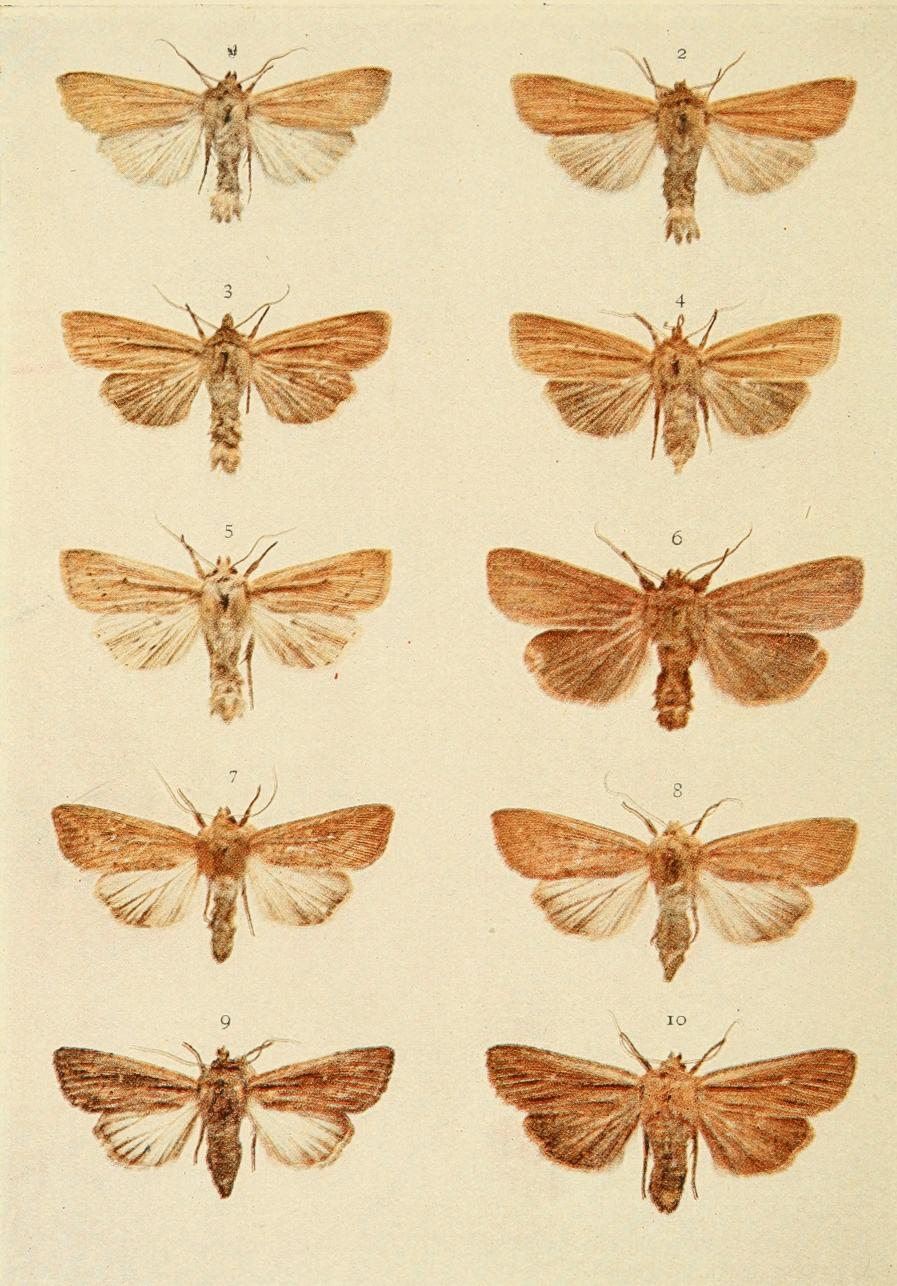
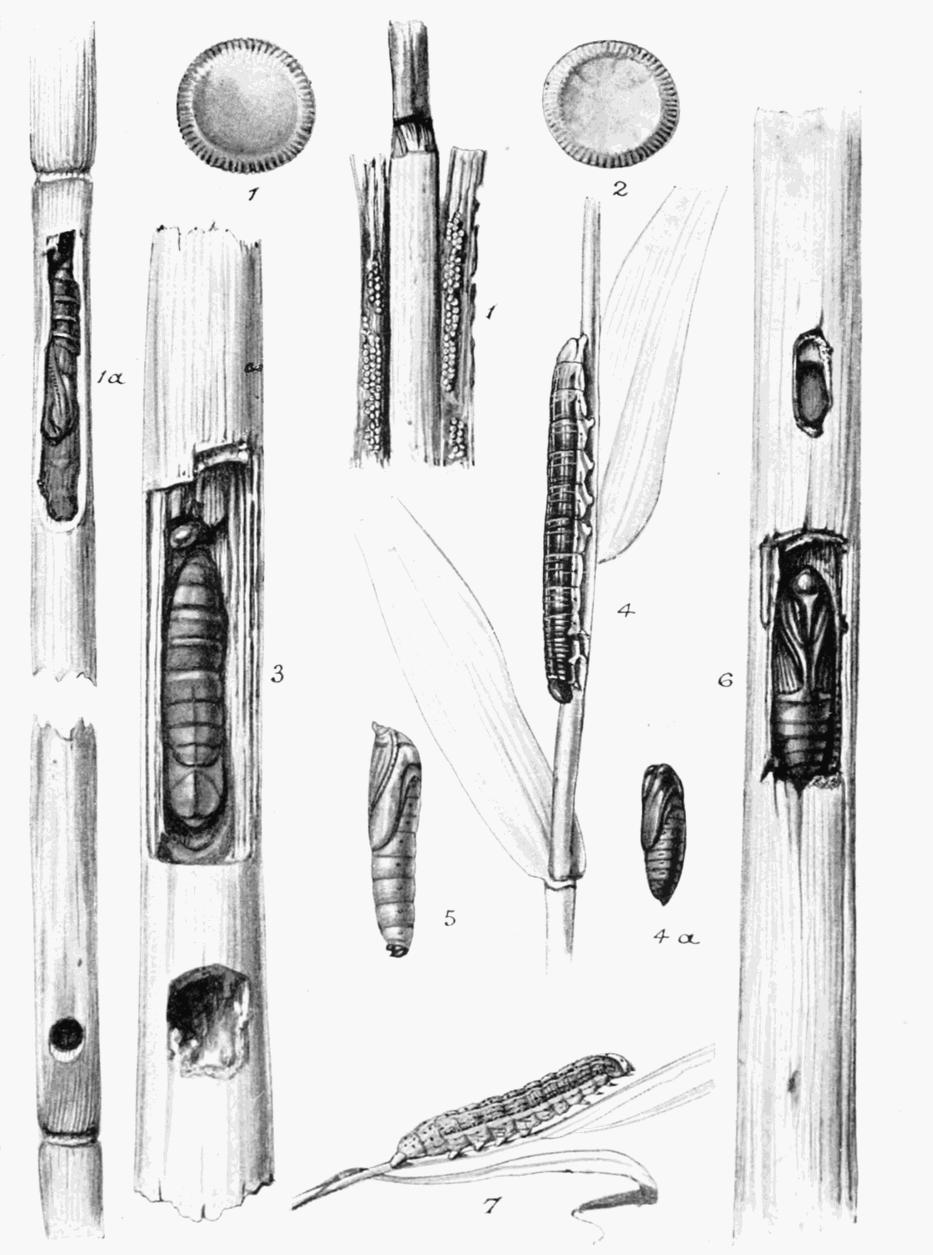